# Jan Koller
Jan Koller (Smetanova Lhota, 30 maart 1973) is een gewezen Tsjechische voetballer. Hij speelde als spits onder meer voor Borussia Dortmund en RSC Anderlecht. Hij viel op door zijn lengte (2,02 m). Hij was naast een goed balkaatser ook een kopbalspecialist. In 2000 kreeg hij de Belgische Gouden Schoen.

## Clubcarrière
Jan Koller werd in 1996 door Lokeren gratis weggeplukt uit het reservenelftal van het Tsjechische Sparta Praag als overschotje bij de aankopen van zijn twee clubgenoten Roman Vonášek en Václav Budka. Na een maandenlange moeizame aanpassingsperiode - door zijn lengte kwam hij aanvankelijk houterig en lomp over en viel hij vaak, won hij door intensieve en fysieke training aan techniek en soepelheid. Dankzij zijn torinstinct, hard schot en kopbalsterkte werd hij in zijn derde seizoen bij Sporting Lokeren topscorer (seizoen 1998/99). Na drie succesvolle seizoenen trok hij in 1999 voor een recordbedrag van 120 miljoen Belgische frank (3 miljoen euro) - de duurste uitgaande transfer van Lokeren - naar RSC Anderlecht. Hij won er twee landstitels en vormde er een gouden duo met Tomasz Radzinski. Zijn hoogtepunt was het behalen van de tweede ronde van de Champions League na groepswinst in een poule met Dynamo Kiev, Manchester United en PSV in 2000/01. Na dat wervelende seizoen (2000/01) versierde Koller een lucratieve transfer naar het Duitse Borussia Dortmund waar hij zijn Tsjechisch maatje Tomáš Rosický aantrof. Gedurende vijf jaar speelde hij er 137 wedstrijden en daarin scoorde hij 59 maal. In het seizoen 2001/02 speelde Borussia Dortmund op de laatste speeldag kampioen op het veld van Werder Bremen, Koller scoorde de gelijkmaker en Ewerthon het winnende doelpunt. In hetzelfde seizoen scoorde Koller op 8 mei het laatste doelpunt van de met 3-2 verloren finale van de UEFA Cup tegen Feyenoord in De Kuip te Rotterdam.
Nog voordat het Wereldkampioenschap 2006 begon, werd bekend dat Koller de volgende seizoenen voor AS Monaco ging spelen. Hij mocht transfervrij vertrekken. In januari 2008 vertrok hij naar het Duitse 1.FC Nürnberg. Aan het einde van het seizoen vertrok de Tsjech opnieuw. Koller verhuisde naar Rusland en besloot begin 2010 een stap terug te zetten. Hij besloot zijn loopbaan af te bouwen bij de Franse derdeklasser AS Cannes. Ondanks een doorlopend contract besloot Koller in augustus 2011 een punt achter zijn carrière te zetten. De spits had destijds een spierscheuring in zijn dijbeen en was na zijn revalidatie niet van plan terug te keren. Van 2011 tot 2016 speelde Koller nog in een lager amateurteam van AS Monaco.

## Interlandcarrière
Ook voor de Tsjechische nationale ploeg was Koller succesvol. Hij is topscorer aller tijden met 55 doelpunten. Onder leiding van bondscoach Jozef Chovanec maakte hij zijn debuut op 9 februari 1999 in de vriendschappelijke uitwedstrijd tegen België (0-1), net als Pavel Horváth (Slavia Praag). Koller tekende in dat duel voor de enige treffer.
Tijdens de eerste wedstrijd van het WK 2006 viel Koller geblesseerd uit met een verrekking aan het dijbeen. Dit betekende meteen het einde van zijn toernooi, want Tsjechië wist zich niet te kwalificeren voor de volgende ronde (achtste finales).
Na de verloren wedstrijd tegen Turkije op het Europees kampioenschap voetbal 2008 stopte Koller als international. In totaal speelde Koller 91 interlands, waarin hij 55 keer scoorde. Nadat hij zich had teruggetrokken van de nationale ploeg vroeg bondscoach Petr Rada in 2009 of hij wilde terugkeren. Koller weigerde, maar nadat ook voorzitter van de voetbalbond Ivan Hašek zich ermee ging bemoeien gaf hij toch toe. Hij keerde terug om zijn land te helpen, omdat Tsjechië veel moeite had zich te plaatsen voor het WK 2010.

## Erelijst
Met Sparta Praag:
- 1. česká fotbalová liga: 1995
- Beker van Tsjechië: 1996

Met RSC Anderlecht:
- Jupiler Pro League: 2000, 2001
- Belgische Supercup: 2000, 2001

Met Borussia Dortmund:
- Bundesliga: 2002

Individuele prijzen:
- Belgisch topscorer: 1999
- Belgische Gouden Schoen: 2000
- Tsjechisch voetballer van het jaar: 1999